# Montparnasse – Bienvenüe (Métro Paris)

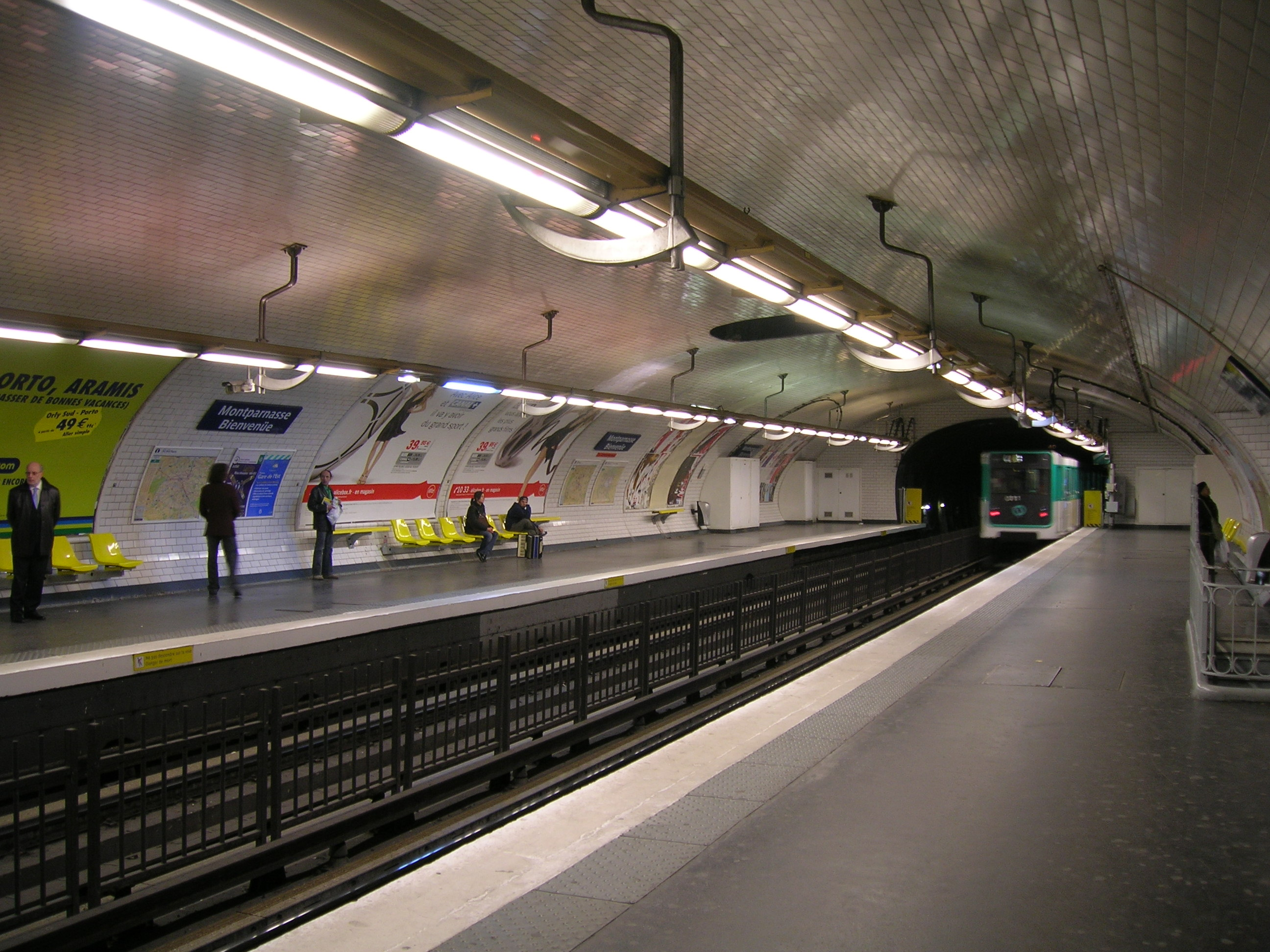
Station der Linie 4 mit ausfahrendem Zug der Baureihe MP 59, 2007

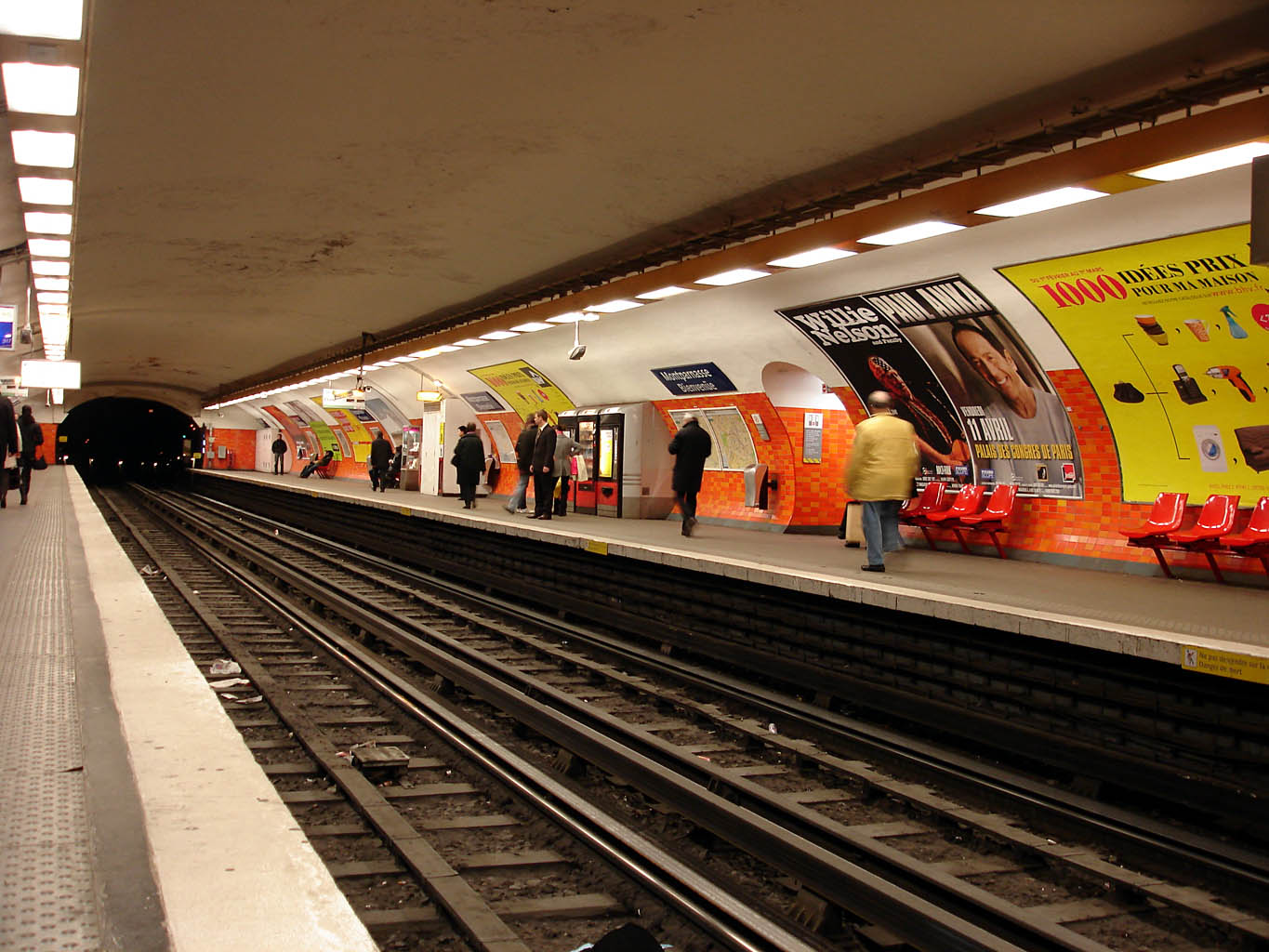
Station der Linie 6

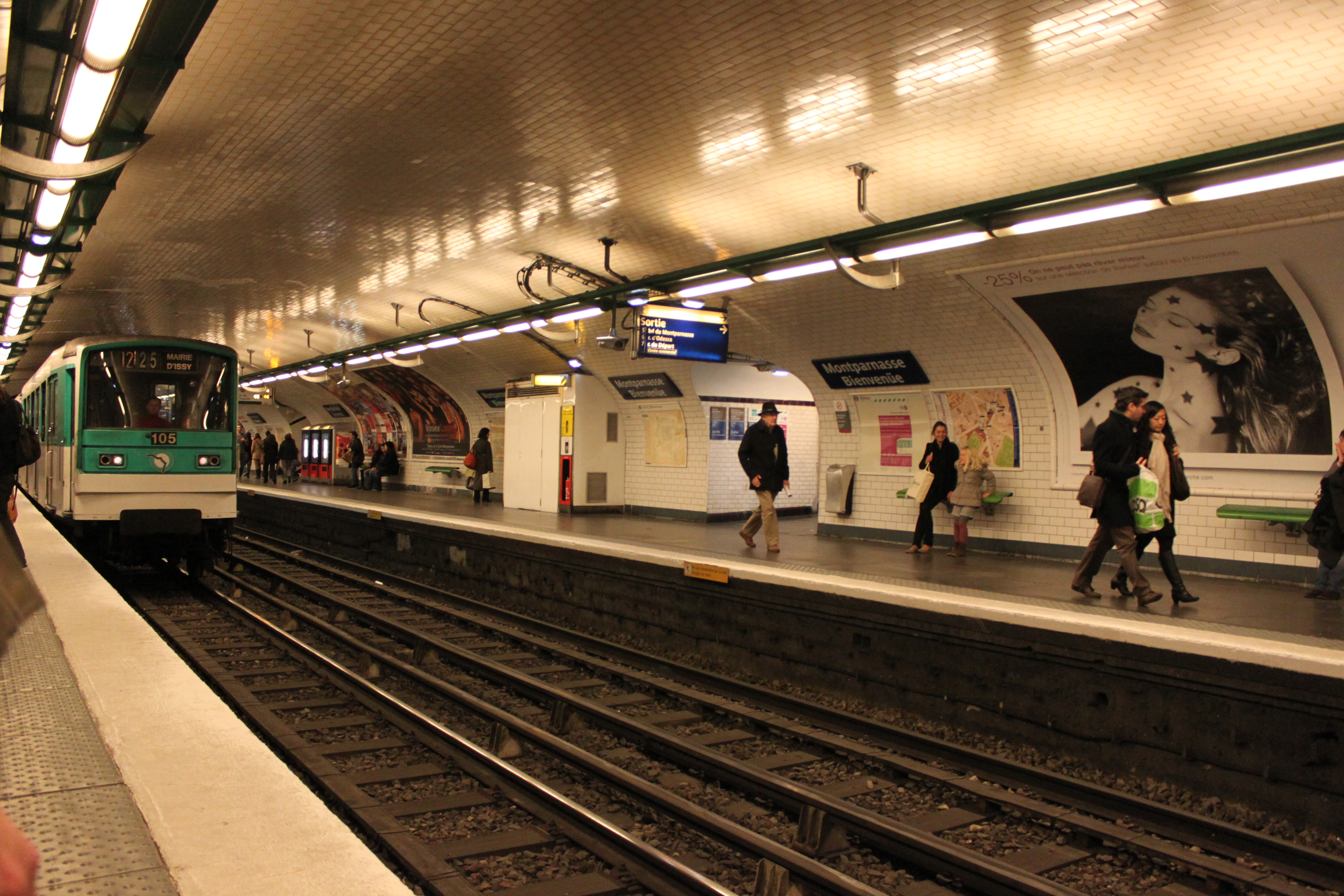
Station der Linie 12 mit senkrechten Wänden, Zug der Baureihe MF 67

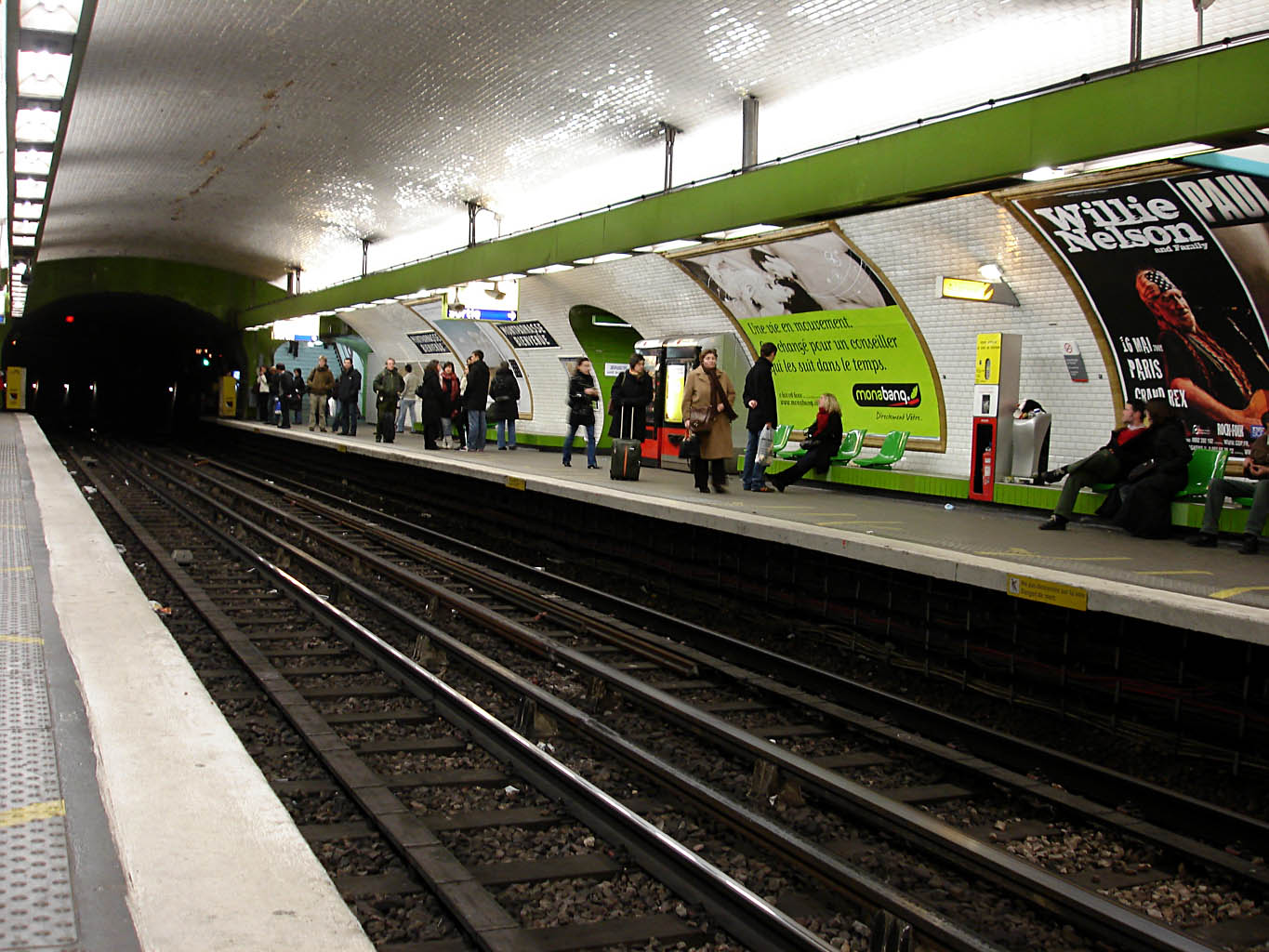
Station der Linie 13

Montparnasse – Bienvenüe [mɔ̃paʁnas bjɛ̃v(ə)ny] ist ein unterirdischer Umsteigebahnhof der Pariser Métro. Er wird von den Linien 4, 6, 12 und 13 bedient. Der U-Bahnhof ist ein wichtiger Umsteigeknoten im Zentrum von Paris. Mit etwa 81.000 Fahrgästen täglich war er 2004 der am viertstärksten frequentierte Bahnhof der Métro. Der nahe Fernbahnhof Gare Montparnasse ist der viertgrößte Bahnhof der Stadt und wichtigster Bahnhof für TGV-Züge in Richtung Bordeaux, Toulouse, Rennes und Nantes.

## Lage
Der U-Bahnhof befindet sich an der Grenze des Quartier Notre-Dame-des-Champs im 6. Arrondissement mit dem Quartier du Montparnasse im 14. Arrondissement und dem Quartier Necker im 15. Arrondissement von Paris.
Die Stationen der Linien 4 und 12 liegen – in der Längsrichtung zueinander versetzt – unter dem Boulevard du Montparnasse zwischen der Rue de l’Arrivée und der Rue Stanislas. Längs unter dem Boulevard du Vaugirard befindet sich die Station der Linie 6, die der Linie 13 liegt unter der Avenue du Maine nördlich des Boulevard du Vaugirard.

## Name

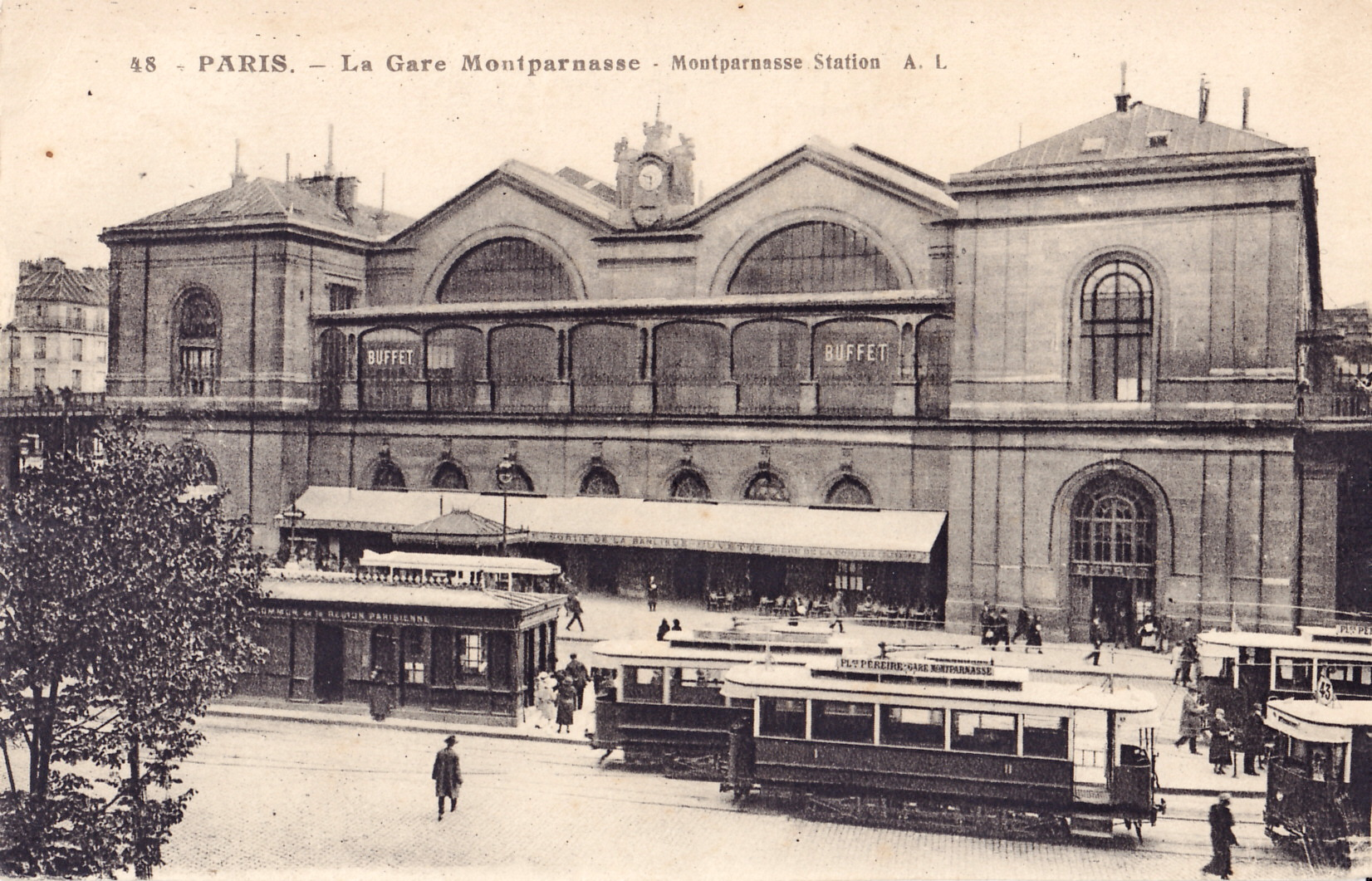
Alter Fernbahnhof Montparnasse

Namengebend ist einerseits das Stadtviertel Montparnasse, das 1860 nach Paris eingemeindet wurde. Der an der heutigen Kreuzung des Boulevard Raspail mit dem Boulevard du Montparnasse gelegene Schutthügel, von den Studenten in Anlehnung an den griechischen Berg Parnass, die Heimat der Musen, „Mont Parnasse“ genannt, wurde 1760 abgetragen.
Der zweite Namensteil kommt von der Place Bienvenüe und bezieht sich auf den Ingenieur Fulgence Bienvenüe (1852–1936), der als „Vater“ der Pariser Métro gilt. Den gemeinsamen Namen Montparnasse – Bienvenüe erhielten die vier Stationen des U-Bahnhofs am 6. Oktober 1942.
Die Station der Linie 4 der Compagnie du chemin de fer métropolitain de Paris (CMP), die direkt vor dem Empfangsgebäude des alten, 1965 abgerissenen Bahnhofs Montparnasse lag, trug anfangs nur den Namen „Montparnasse“. Auch die Station der Linie 12 (damals Linie A der konkurrierenden Gesellschaft Nord-Sud) wurde so genannt.
Zunächst hieß auch die Station der Linie 6 (ursprünglich Linie 2 Sud) „Montparnasse“. Da sie keine direkte Umsteigemöglichkeit zu den gleichnamigen Stationen der Linien 4 und 12 bot, wurde sie am 11. März 1910 nach der dort kreuzenden Avenue du Maine in „Maine“ umbenannt. Louis Auguste I. de Bourbon (1670–1736) war ein unehelicher Sohn des französischen Königs Ludwig XIV. und Herzog der ehemaligen Provinz Maine. Nachdem die Place du Maine zu Ehren Bienvenües noch zu dessen Lebzeiten 1933 in Place Bienvenüe umbenannt wurde, bekam die Station (mittlerweile von der Linie 5 bedient) dessen Namen. Auch die 1937 eröffnete Station der Linie 13 (damals Linie 14) erhielt als Umsteigebahnhof zur Linie 5 den Namen „Bienvenüe“.

## Geschichte
Die erste Station wurde am 24. April 1906 mit der Eröffnung der südlichen Verlängerung der Linie 2 Sud (heute Linie 6) von Passy bis Place d’Italie durch die CMP in Betrieb genommen. Am 14. Oktober 1907 wurde die Linie 2 Sud Teil der Linie 5, seit dem 6. Oktober 1942 gehört sie zur Linie 6. Im Juli 1974 wurde die Linie auf luftbereifte Züge umgestellt.
Am 9. Januar 1910 wurde von der CMP die Station der Linie 4 eröffnet, als der 3900 m lange Mittelabschnitt der Linie von Raspail bis Châtelet eröffnet wurde. Mit dessen Inbetriebnahme wurden die bis dahin getrennten Süd- und Nordäste der Linie zu einer von Porte de Clignancourt im Norden bis Porte d’Orléans im Süden verlaufenden Linie verbunden.
Am 5. November 1910 folgte – an der neu eröffneten Linie A der Nord-Sud – die Station der heutigen Linie 12. Jene verkehrte zunächst von Notre-Dame-de-Lorette nach Porte de Versailles.
Die letzte Erweiterung erfolgte am 21. Januar 1937, als die Station „Bienvenüe“ des 2300 m langen ersten Abschnitts der damaligen Linie 14 (heute Linie 13) in Betrieb ging. Sie war zunächst Endstation der von Porte de Vanves kommenden Züge. Gleichzeitig hatte man einen langen Fußgängertunnel errichtet, der die U-Bahnhöfe Montparnasse (Linien 4 und 12) und Bienvenüe (Linien 5 und 14) miteinander verband. Am 27. Juli 1937 wurde die Linie 14 bis Invalides verlängert, am 9. November 1976 wurde sie mit der Linie 13 verbunden und erhielt deren Linienbezeichnung.

## Beschreibung

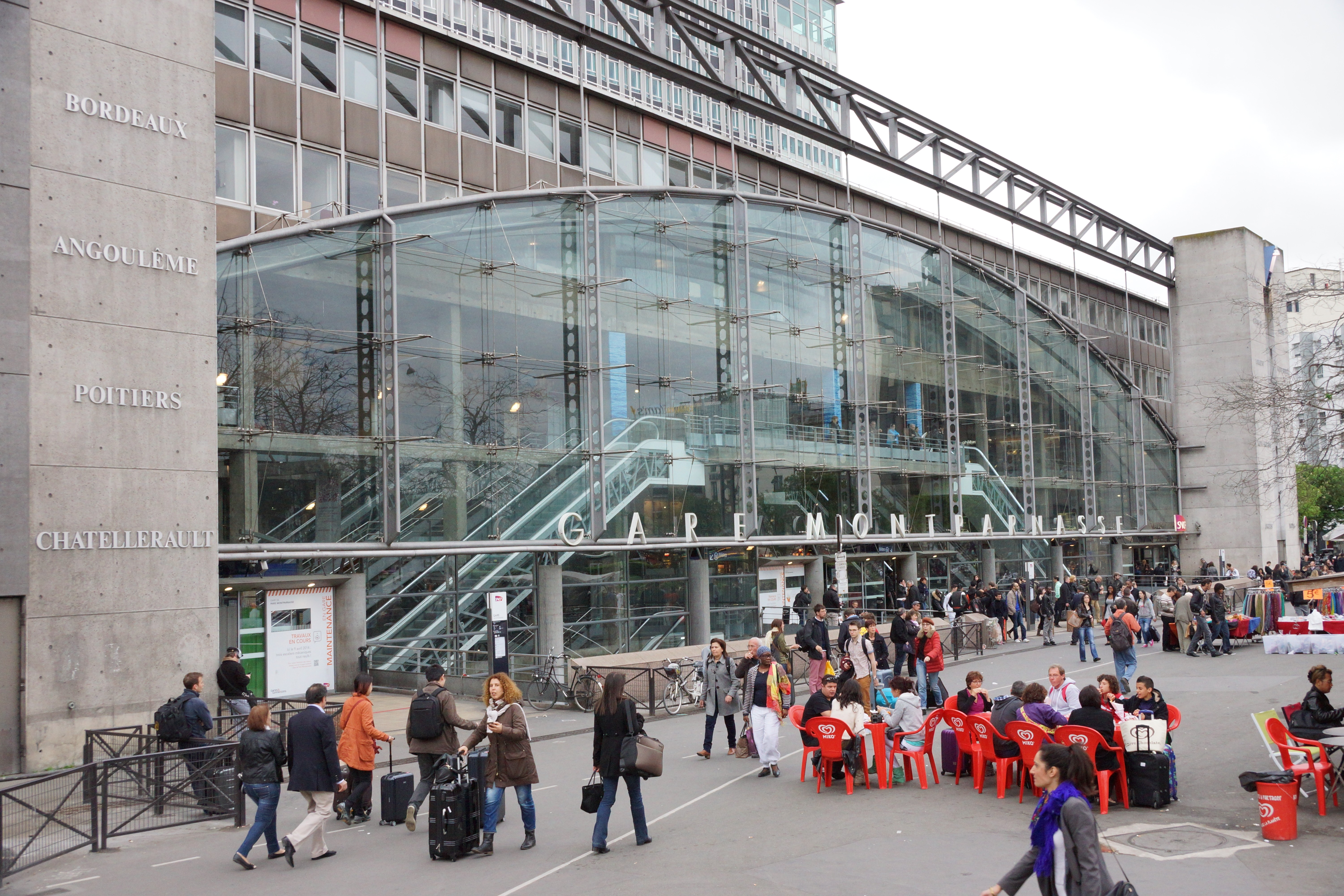
Fassade des neuen Fernbahnhofs

Alle vier Stationen haben Seitenbahnsteige an zwei Streckengleisen, sie liegen unter elliptischen Deckengewölben. Die Station der Linie 12 ist geringfügig höher als die Stationen der anderen Linien, da die Züge der Nord-Sud zunächst über Dachstromabnehmer verfügten und Strom aus einer Oberleitung bezogen. Auch weist sie senkrechte Seitenwände auf, während die der CMP-Bauart der Krümmung der Ellipse folgen.
Drei der vier Stationen haben die ursprüngliche Pariser Standardlänge von 75 m. Die Station der Linie 4 wurde Mitte der 1960er Jahre von 75 auf 90 Meter verlängert und für den Verkehr mit luftbereiften Zügen umgebaut.
Vom nordwärts führenden Gleis der Linie 12 geht östlich deren Station ein Betriebsgleis zur Station Vavin der Linie 4 ab. Gleich darauf unterqueren die Gleise der Linie 12 die der Linie 4.
Die Linie 6 überquert östlich ihrer Station die Linie 13 und unterquert nach einer Kurve das Gelände des alten Fernbahnhofs. Dort wurde Anfang der 1970er Jahre das Hochhaus Tour Montparnasse errichtet, dessen Untergeschosse der U-Bahn-Tunnel durchquert.
Es existieren acht Zugänge, davon einer direkt aus dem Fernbahnhof und einer aus einem Einkaufszentrum.

## Fahrsteige

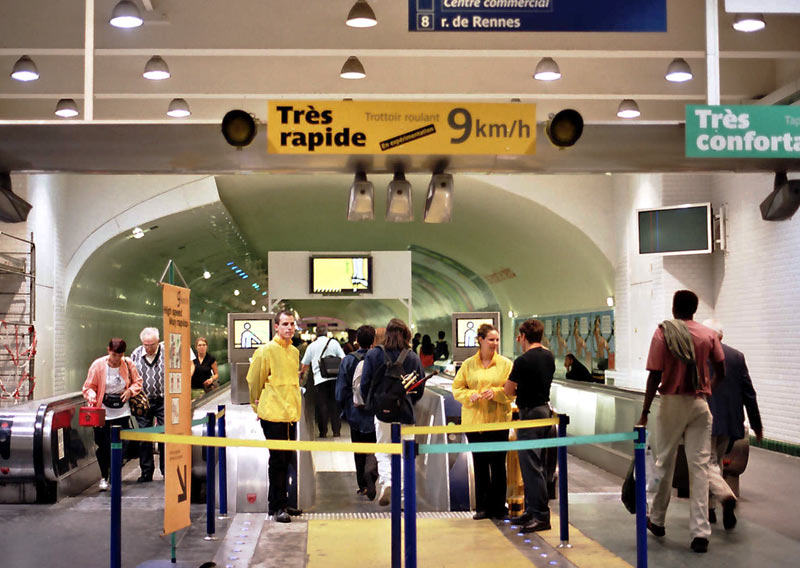
Fahrsteige im Fußgängertunnel zwischen den Linien 4/12 und 6/13, in der Mitte der Schnellfahrsteig, 2005

Der lange Verbindungstunnel des U-Bahnhofs ist mit drei 185 m langen parallelen Fahrsteigen ausgestattet. Der mittlere lief seit 2002 mit einer Geschwindigkeit von etwa 12 km/h, was ungefähr der vierfachen Geschwindigkeit eines normalen Fahrsteigs entsprach. Wegen geschwindigkeitsbedingter Verletzungen bei Passagieren wurde die Geschwindigkeit auf 9 km/h, später auf das Normalmaß reduziert. 2011 wurde der Schnellfahrsteig stillgelegt und anschließend durch einen üblichen Fahrsteig ersetzt.

## Fahrzeuge
Auf der Linie 4 verkehrten bis 1928 5-Wagen-Züge aus zunächst drei zweimotorigen, später zwei viermotorigen Triebwagen und Beiwagen. Sie wurden durch Sprague-Thomson-Züge abgelöst, die in den Jahren 1966/67 sukzessive durch gummibereifte 6-Wagen-Züge der Baureihe MP 59 ersetzt wurden. Seit 2011 ist auf der Linie 4 die Baureihe MP 89 CC im Einsatz. Die Umstellung der Linie 4 auf fahrerlose Züge der Baureihen MP 89 CA, MP 05 und MP 14 hat am 12. September 2022 begonnen und soll bis Ende 2023 abgeschlossen sein.
Die heutige Linie 6 wurde ab ca. 1910 von Zügen der Bauart Sprague-Thomson befahren. Im Juli 1974 wurde die Linie auf gummibereifte Fahrzeuge umgestellt, seitdem verkehrt dort die Baureihe MP 73. Seit Januar 2023 wird auch die Baureihe MP 89 CC auf der Linie 6 eingesetzt.
Auf der Linie 12 verkehrten zunächst Züge der Nord-Sud-Bauart Sprague-Thomson, die sich in mehreren Punkten von den Sprague-Thomson-Fahrzeugen der CMP unterschieden. Auffallendes Merkmal war die Stromversorgung des führenden Triebwagens mittels eines Pantographen. Nach der Übernahme der Nord-Sud durch die CMP wurde diese Betriebsform in den 1930er Jahren aufgegeben. In den 1970er Jahren schieden die Nord-Sud-Züge zugunsten der Sprague-Thomson-Regelbauart aus, 1977 kamen dann moderne Züge der Baureihe MF 67 auf die Strecke.
Die Linie 13 wird seit 1978 von Fahrzeugen der Baureihe MF 77 befahren. Vorher waren dort MF 67 unterwegs, die ihrerseits 1976 die Sprague-Thomson-Züge ablösten.

## Umgebung
- Stadtviertel Montparnasse

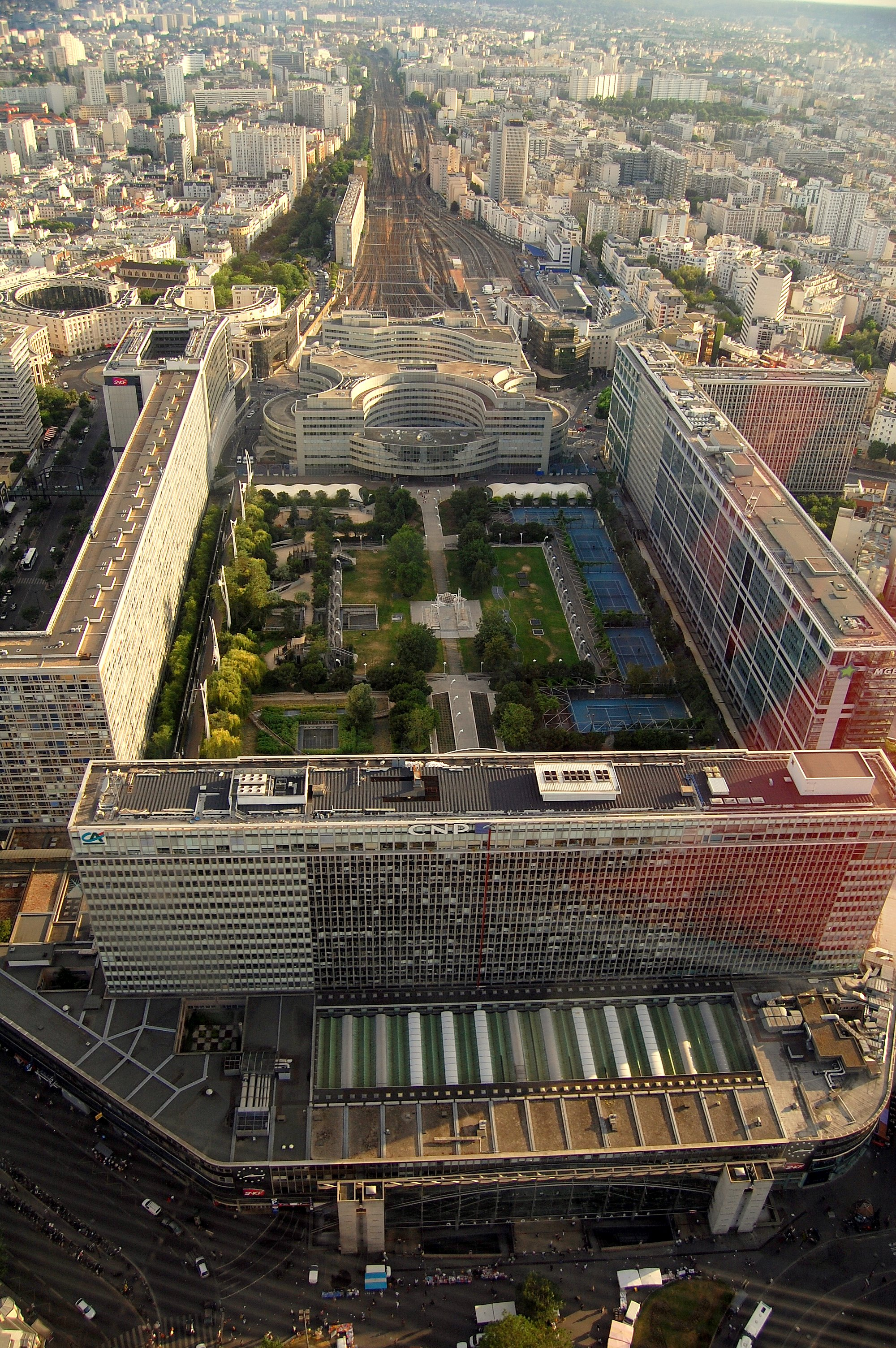
Jardin Atlantique über den Gleisen des neuen Fernbahnhofs Gare Montparnasse

- Tour Montparnasse, bis 2011 das höchste Gebäude in Frankreich
- Friedhof Cimetière Montparnasse
- Über den Gleisen des Fernbahnhofs angelegte Grünfläche Jardin Atlantique